# 荒尾町
荒尾町（あらおまち）は、熊本県の北部、玉名郡にかつてあった町。

## 歴史
- 1889年4月1日 - 玉名郡荒尾村、大島町、宮内村、宮内出目村、万田村、原万田村が合併し荒尾村が成立。
- 1919年5月1日 - 町制施行し荒尾町となる。
- 1942年4月1日 - 玉名郡平井村、有明村、八幡村、府本村と合併し、荒尾市となる。

## 学校
- 荒尾北尋常小学校